# Primulina brunnea
Primulina brunnea là một loài thực vật có hoa trong họ Tai voi (Gesneriaceae). Loài này được W.T. Wang mô tả khoa học đầu tiên năm 1983 dưới danh pháp Chirita brunnea.